# Baddammen
Baddammen är en sjö i Ale kommun i Västergötland och ingår i Göta älvs huvudavrinningsområde. Baddammen ligger vid Surte.

## Bilder

Baddammen
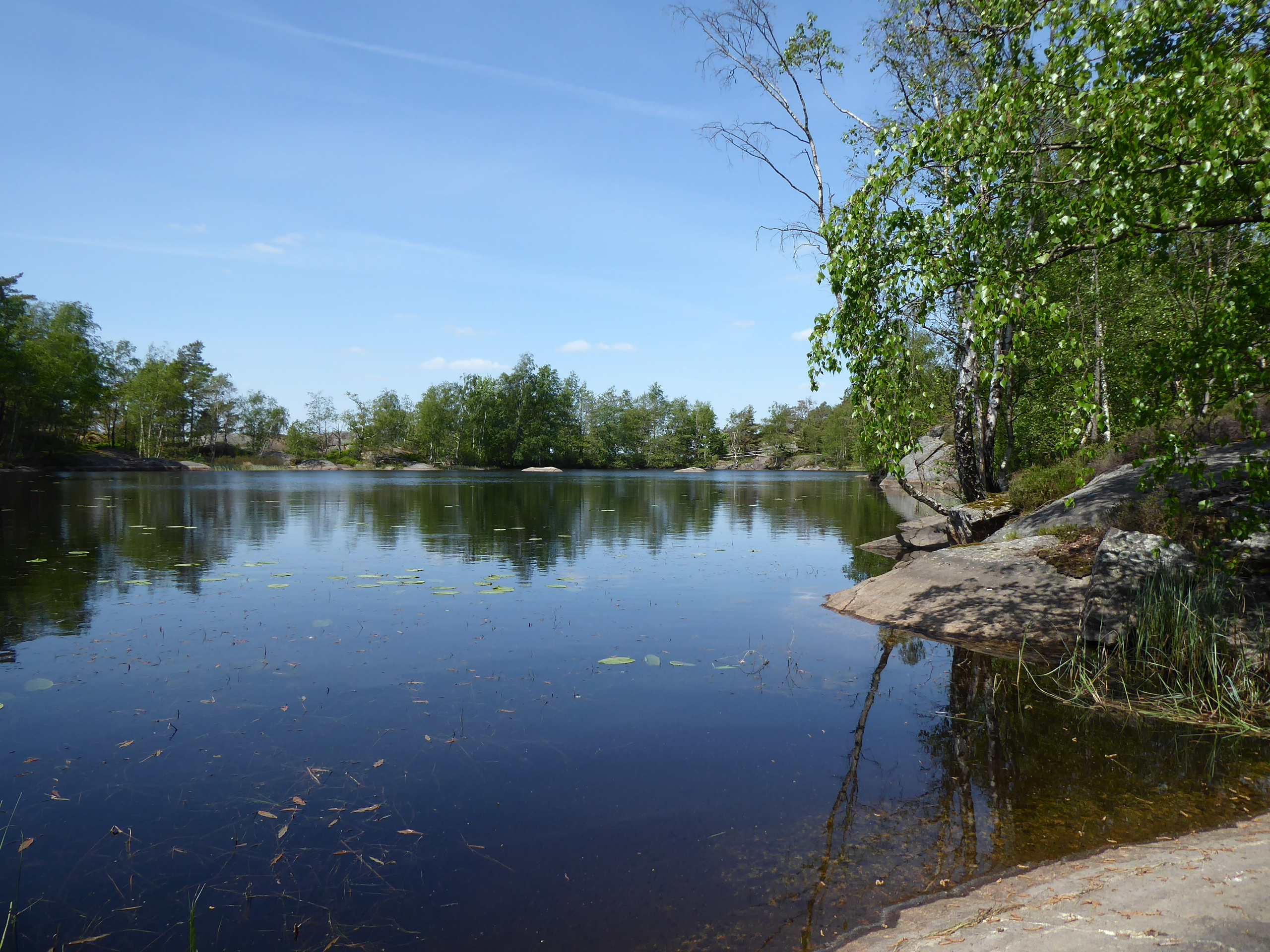
Baddammen från sydöst den 16 maj 2024.
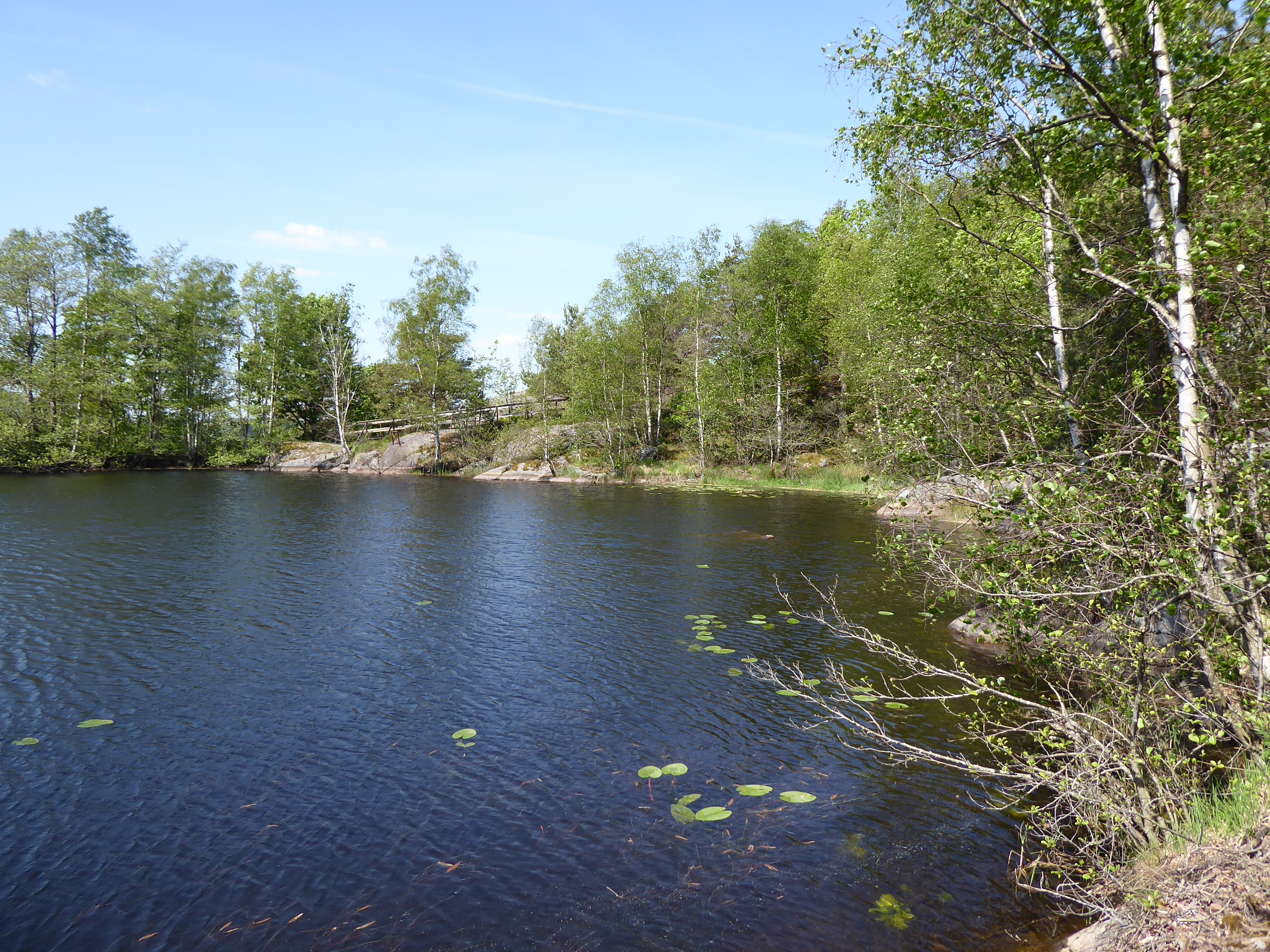
Baddammens norra strandkant den 16 maj 2024.
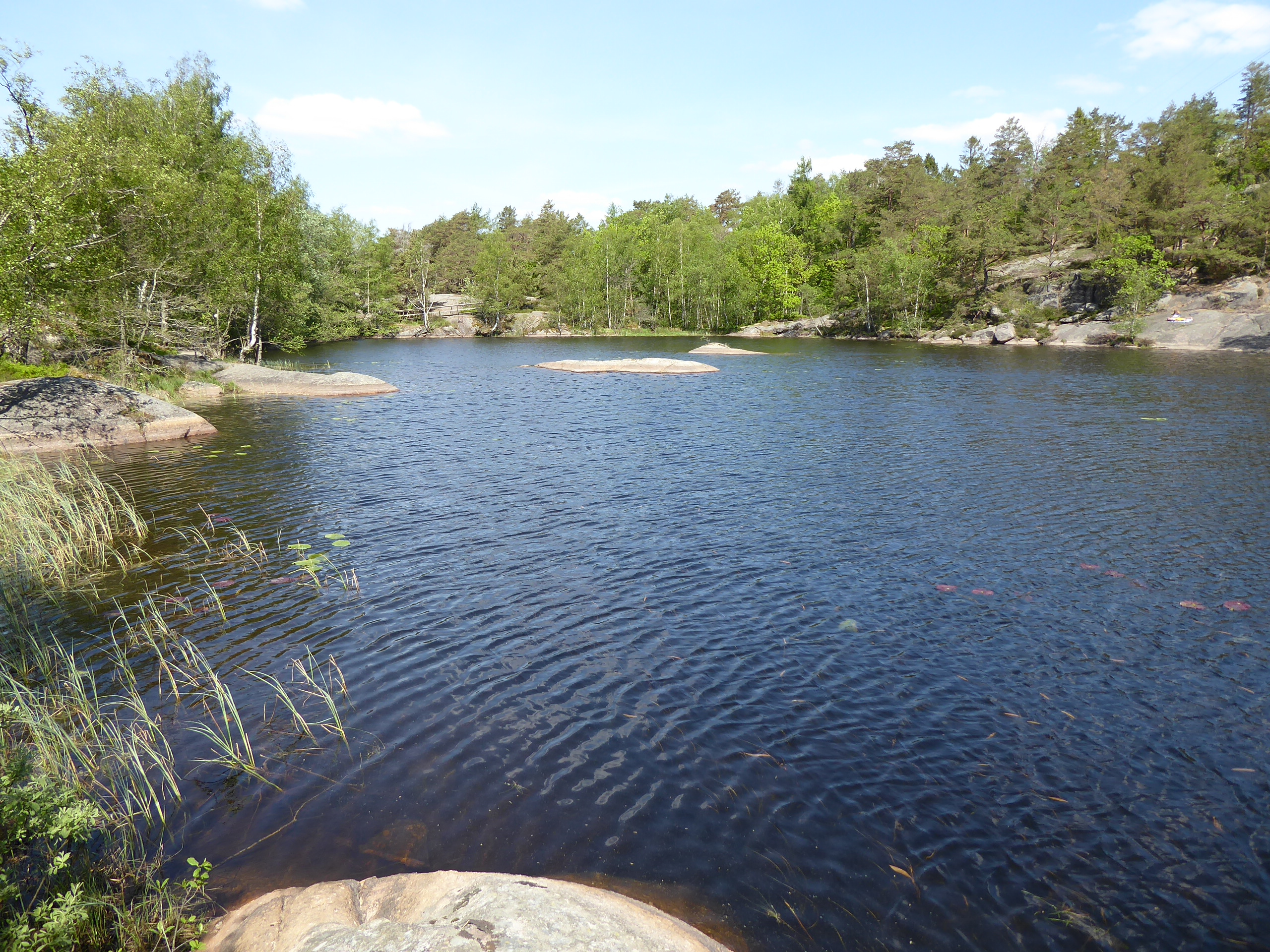
Baddammen från sydväst den 16 maj 2024.
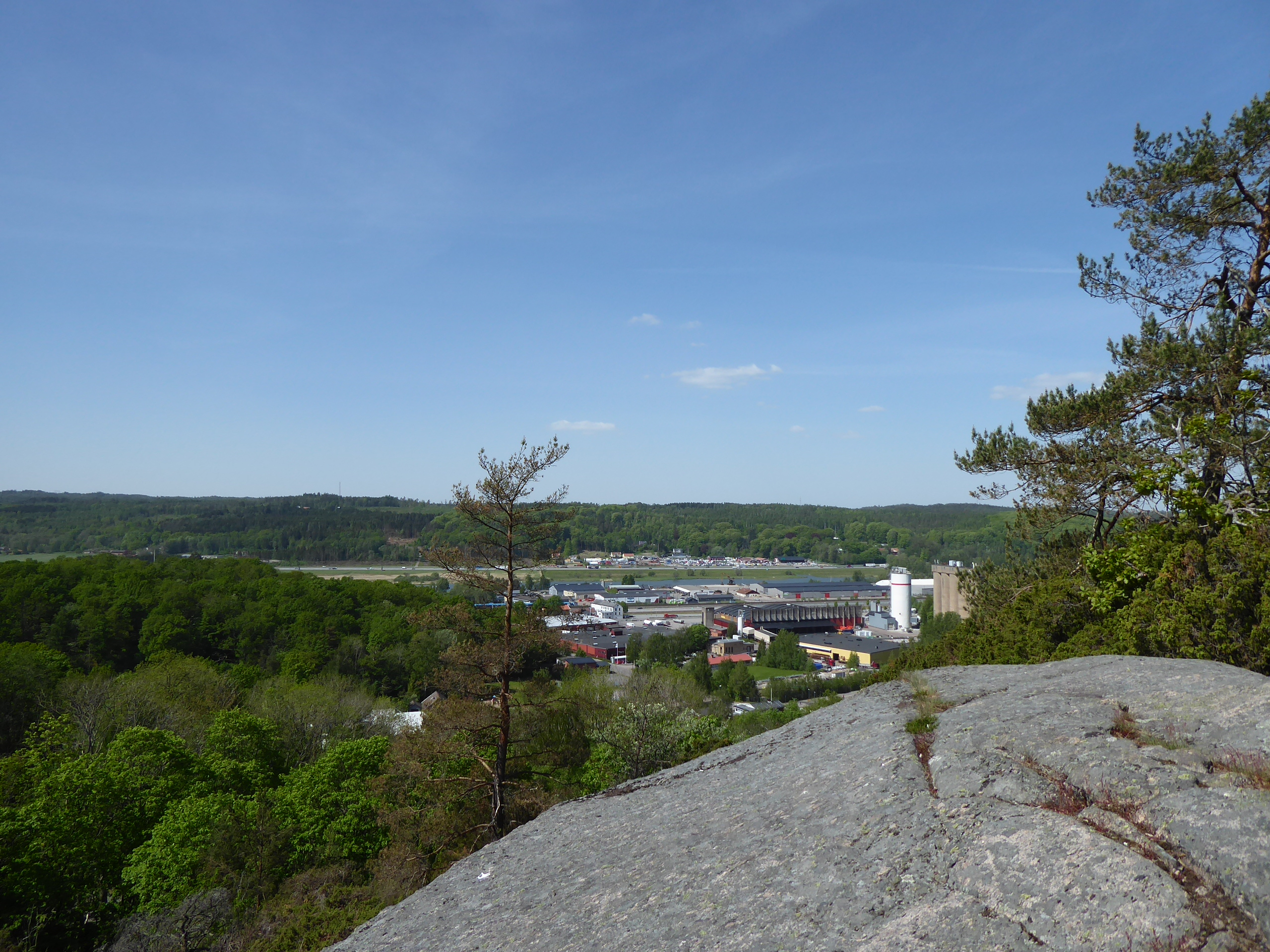
Utsikt från klipporna i Baddammens nordvästra kant.
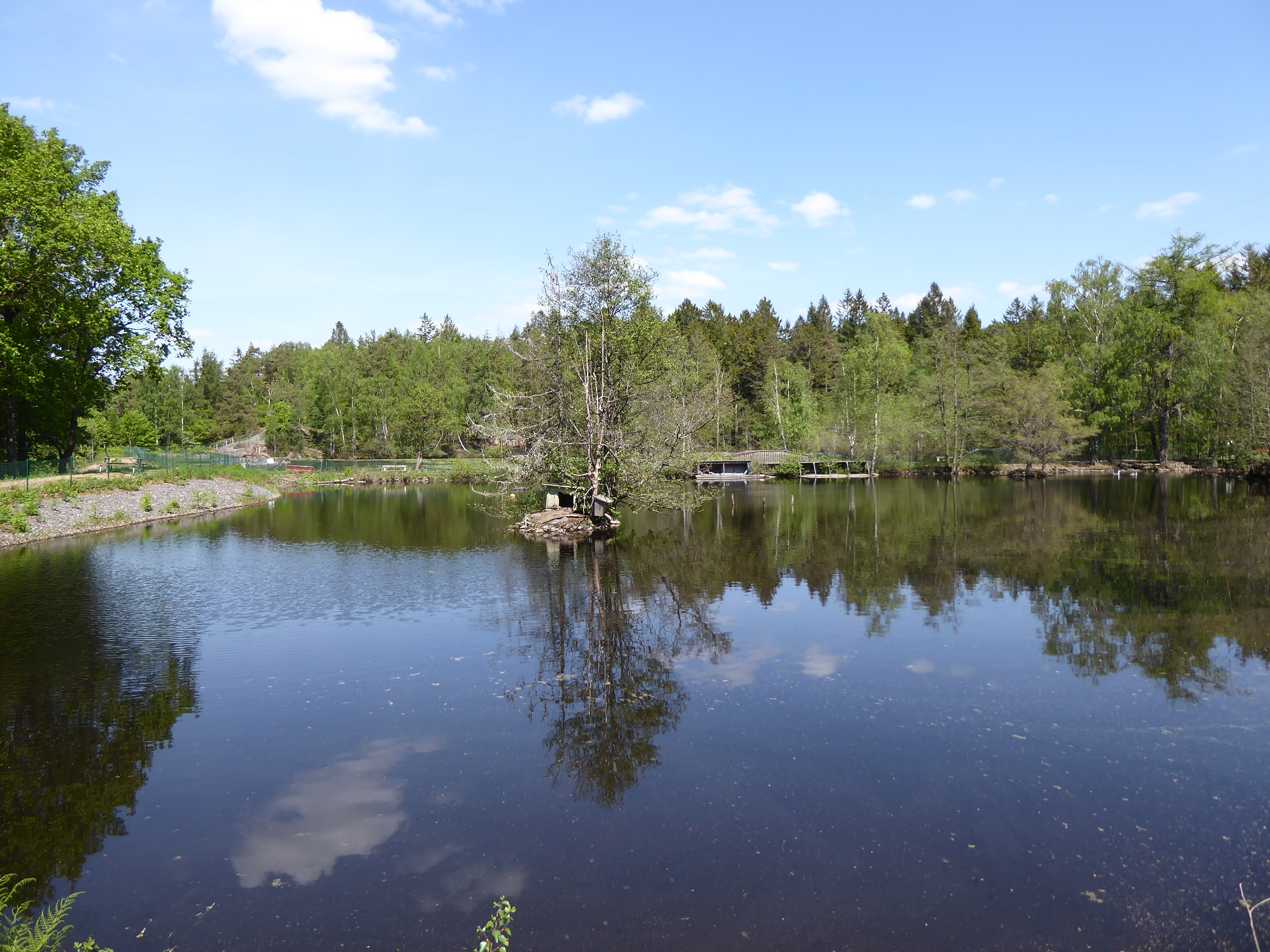
Den södra av Fågeldammarna precis norr om Baddammen.
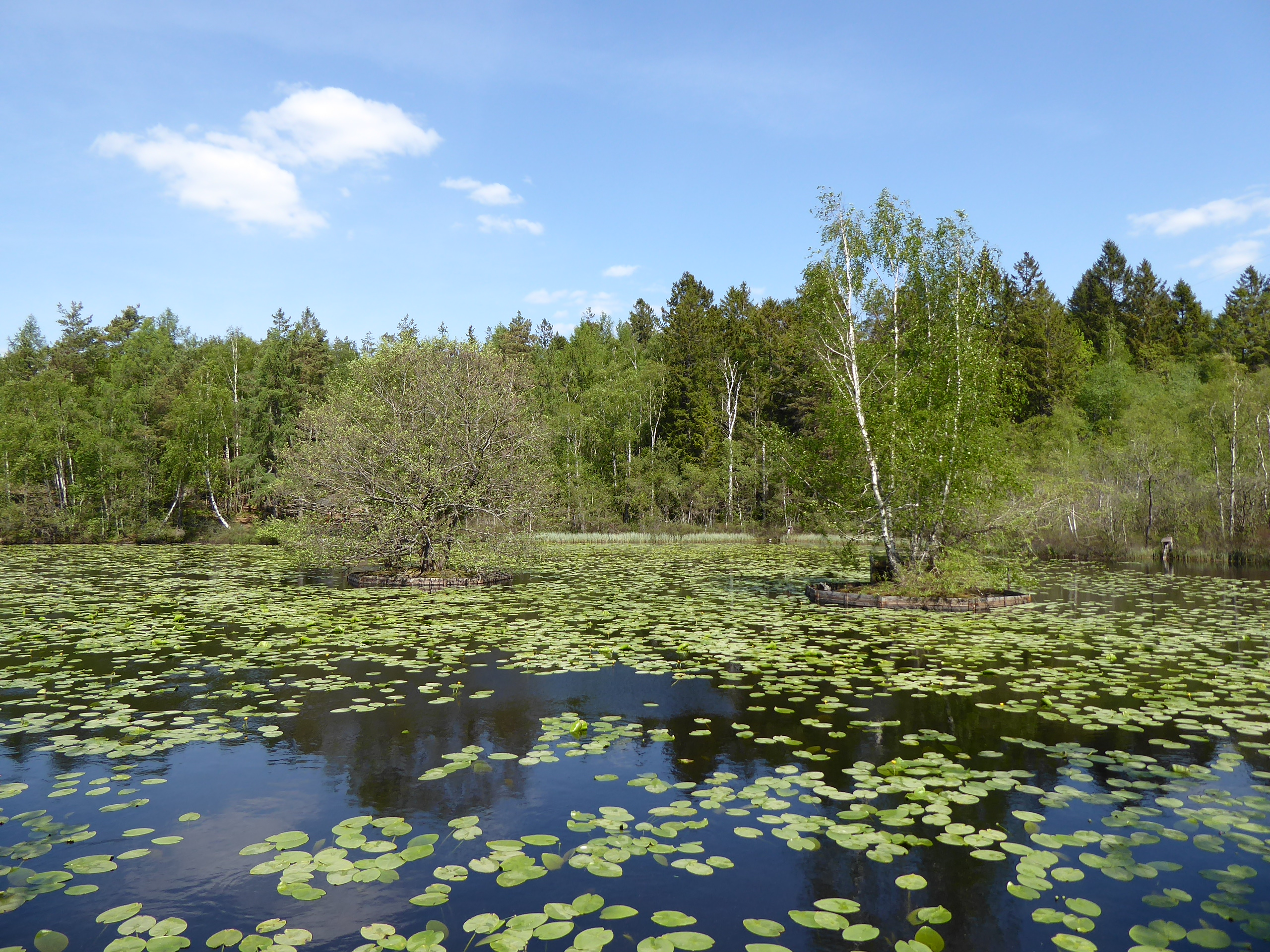
Den norra av Fågeldammarna precis norr om Baddammen.